# Svante O. Johansson
Svante O. Johansson, Bror Svante Otto Johansson, född 10 augusti 1960 i Göteborg i Västra Götalands län, är en svensk jurist. Han är sedan 2011 justitieråd i Högsta domstolen i Sverige.

## Karriär
Svante O. Johansson avlade juristexamen vid Lunds universitet 1986. Han tjänstgjorde sedan som tingsnotarie vid Trollhättans tingsrätt 1986–1989. Efter tingstjänstgöringen antogs han i Hovrätten för Västra Sverige år 1989 där han genomförde gängse domarutbildning och förordnades som hovrättsassessor år 1992.
Johansson arbetade 1996–1997 inom Justitiedepartementet som rättssakkunnig och även som sekreterare eller expert i statliga utredningar. Han har också varit särskild utredare i olika statliga utredningar.
Johansson förordnades år 1997 till biträdande dispaschör. Under år 1998 förordnades han till Sveriges dispaschör. Hans engagemang i sjö- och transporträtt ledde till att han under åren 2007–2009 var president i den internationella dispaschörsföreningen (A.M.D., bildad år 1961 som A.I.D.E.).
Sin vetenskapliga bana började Johansson år 1997 då han blev stipendiat vid Nordisk Institutt for Sjørett, Oslo universitet. Han disputerade år 2001 vid Göteborgs universitet, Handelshögskolan. Där utnämndes han också till docent år 2002 och till professor år 2005. Han innehade mellan år 2005 och år 2011 Torsten Petterssons professur i sjörätt och annan transporträtt vid Göteborgs universitet. Mellan år 2007 och år 2011 var Johansson adjungerad professor (Professor II) vid Nordisk Institutt for Sjørett, Oslo universitet. Under läsåret 2009/10 var han gästprofessor vid McGill University i Montréal.
Johansson utnämndes år 2011 till justitieråd i Högsta domstolen.
Sedan år 2016 är Johansson ersättare för ordföranden i Valprövningsnämnden.

## Övrigt
Johansson har skrivit ett flertal artiklar och böcker främst inom det civilrättsliga området. 
Han är gift med Katarina Påhlsson, som är en av Riksdagens justitieombudsmän.